# Muro (Mallorca)
Muro ist eine der 53 selbstständigen Gemeinden der spanischen Baleareninsel Mallorca. Der gleichnamige Hauptort ist Verwaltungssitz der Gemeinde in der Region (Comarca) Plà de Mallorca.
Die Gemeinde Muro hat 8.115 Einwohner (Stand: 2024) auf einer Fläche von 58,55 km². Dies entspricht 138 Einwohner pro km². Im Jahr 2006 betrug der Ausländeranteil 14,2 % (956), der Anteil deutscher Einwohner 2,0 % (132). Amtssprachen sind Katalanisch und Spanisch (Kastilisch). Der auf der Insel gesprochene katalanische Dialekt wird Mallorquí genannt.
Der Hauptort Muro liegt zehn Kilometer landeinwärts westlich der Bucht von Alcúdia (Badia d’Alcúdia). Ein zweiter Bevölkerungsschwerpunkt liegt im Touristenort Platja de Muro, der sich als Fortsetzung von Port d’Alcúdia an der Bucht von Alcúdia südöstlich Richtung Can Picafort hinzieht. Ein Großteil des als Naturschutzgebiet ausgewiesenen Süßwassersumpfes s’Albufera liegt auf dem Gemeindegebiet von Muro.

## Geografie

### Gemeindegliederung
Die Gemeinde Muro besteht aus den beiden Orten:
- Muro (6167 / 6565 Einwohner)
- Platja de Muro (493 / 493 Einwohner)

Die Einwohnerzahlen in Klammern stammen vom 1. Januar 2008. Die erste Zahl gibt dabei die Einwohner der Orte an, die zweite Zahl einschließlich der hinzu zu rechnenden „verstreut“ lebenden Bevölkerung außerhalb der eigentlichen Siedlungen. (Quelle: INE)

## Kultur und Sehenswürdigkeiten

### Kirchen

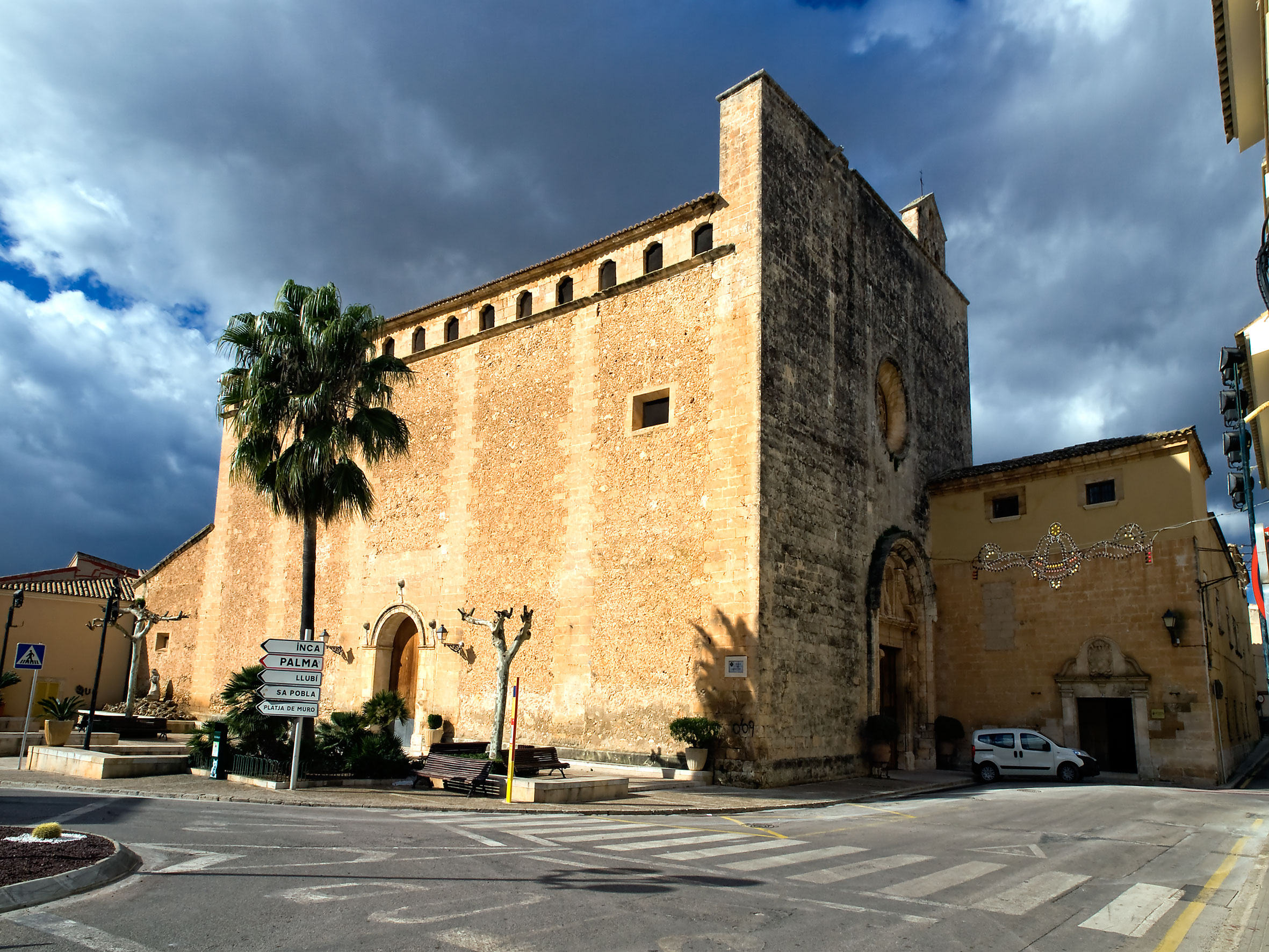
Església i Claustre de Santa Anna

- Sant Joan – Pfarrkirche aus dem 16. Jahrhundert mit vom Hauptkirchenbau getrennt stehendem quadratischen Glockenturm
- Kloster Minims – das ehemalige Kloster, das zu einer Schule umfunktioniert wurde

### Museen
- Museu Etnològic – Das dem Museu de Mallorca angeschlossene völkerkundliche Museum in der Carrer Major 15 zeigt traditionelle Möbel, eine Schmuckwerkstatt und ein Wasserrad (Sinia) im Garten. Das Haus des Museums Can Simó stammt aus dem 17. Jahrhundert.

### Naturdenkmäler und Naturparks

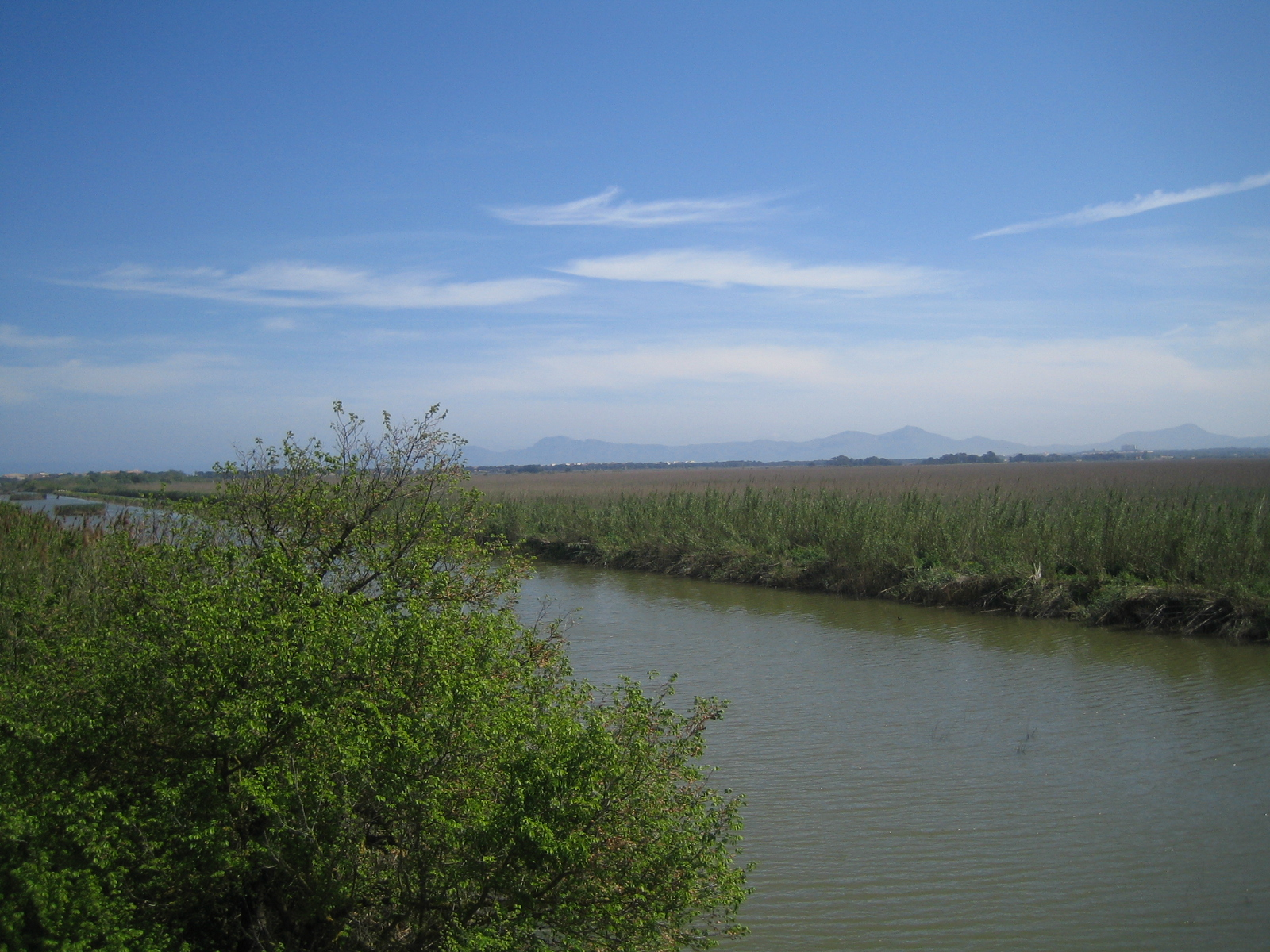
S'Albufera

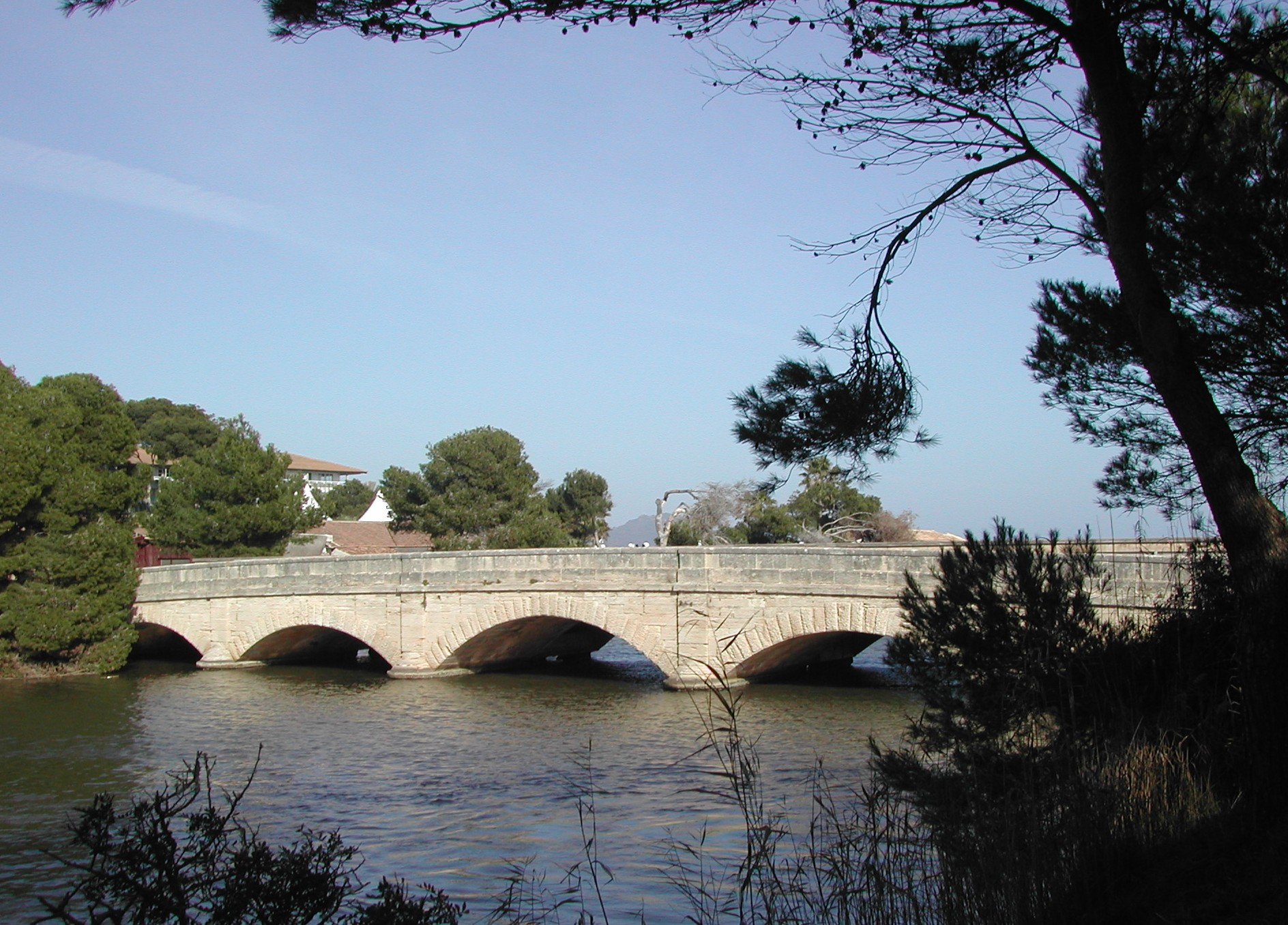
Pont dels Anglesos

- Parc natural de s’Albufera de Mallorca – Das Naturschutzgebiet (Naturpark) an der Nordostgrenze des Gemeindegebietes zu Alcúdia ist ein trockengelegter Süßwasser-Sumpf, der von den Sturzbächen Torrent de Sant Miquel und Torrent de Muro sowie vielen kleinen Kanälen durchzogen ist. Er bietet vielen Vogelarten, darunter auch Zugvögeln, einen Brutplatz. Bei s’Oberta an der Badia d’Alcúdia besteht ein Abfluss ins Meer, über den die Brücke Pont dels Anglesos der Straße MA-12 zwischen Can Picafort und Port d’Alcúdia führt.

### Strände des Gemeindegebietes
Die folgenden Strandabschnitte der Gemeinde Muro an der Bucht von Alcúdia werden auch unter dem Namen Platja de Muro zusammengefasst:
- Ses Fotges
- Platja des Braç
- Es Comú de Muro
- Casetas des Capellans (Platja Blava)

### Feste
- Sant Joan Baptista, Patronatsfest, 24. Juni. Dieses Fest ist das wichtigste in Muro. Es ist das erste im Sommer und findet auf dem großen, zentralen Platz statt. Eine Vielfalt an Events werden während dessen organisiert: Sportveranstaltungen, Konzerte, Gemäldeausstellungen, Openair-Konzerte und Tänze, Aktivitäten für Kinder etc. Das Festival wird vom Gemeinderat und verschiedenen, lokalen Verbänden organisiert.
- Sant Francesc de Paula  Day. Am ersten Sonntag nach Ostern wird dem Sant Francesc de Paula gedacht. Das Festival findet seit 1714 statt, sein Ursprung liegt jedoch weiter zurück. Das Fest beinhaltet feierliche Messen und das traditionelle Feiern auf der dekorierten Carrer de Santa Anna.  Daneben gibt es weitere Tänze und Konzerte, Shows über Handwerk, Landwirtschaft und Industrie. Durch ein großes Feuerwerk wird es abgeschlossen.

## Persönlichkeiten
- Bernardo Capó (1919–2000), Radrennfahrer
- Esperança Cladera (* 2002), Sprinterin